# Cristina D'Avena e i tuoi amici in TV 4
Cristina D'Avena e i tuoi amici in TV 4 è una raccolta della cantante Cristina D'Avena pubblicata nel 1990.

## Descrizione
L'album contiene alcune sigle dei cartoni animati andati in onda sulle reti Mediaset nel periodo intorno alla pubblicazione; i brani Bobobobs, Zero in condotta, Alvin rock'n roll e Un mondo di magia erano stati precedentemente pubblicati solo su 45 giri; il brano Cuore era del tutto inedito; sette brani erano già editi su 33 giri (Lovely Sara, David Gnomo e Il mago di Oz su Fivelandia 4, Maple Town un nido di simpatia, Alice nel paese delle meraviglie e Jem su Fivelandia 5, Denny su Cristina D'Avena e i tuoi amici in tv 2); il brano Alè oo proviene dall'album Palla al centro per Rudy ispirato alla serie animata omonima e pubblicato nel 1988; Per te Benjamin proviene dall'album Viaggiamo con Benjamin ispirato alla serie animata omonima e pubblicato anch'esso nel corso del 1988.
Il disco fu originariamente pubblicato in musicassetta, vinile e CD.

## Tracce
1. Bobobobs (Alessandra Valeri Manera/Carmelo Carucci) 2:39
2. Zero in condotta (A. Valeri Manera/C. Carucci) 3:03
3. Alè - oo (A. Valeri Manera/Vincenzo Draghi) 4:01
4. Denny (A. Valeri Manera/C. Carucci) 3:10
5. Lovely Sara (A. Valeri Manera/G. B. Martelli) 3:11
6. David Gnomo amico mio (A. Valeri Manera/C. Carucci) 3:19
7. Il mago di Oz (A. Valeri Manera/C. Carucci) 3:11
8. Alvin rock'n roll (A. Valeri Manera/C. Carucci) 2:59
9. Un mondo di magia (A. Valeri Manera/Massimiliano Pani) 3:34
10. Maple Town: un nido di simpatia (A. Valeri Manera/C. Carucci) 3:09
11. Alice nel paese delle meraviglie (A. Valeri Manera/G. B. Martelli) 3:10
12. Jem (A. Valeri Manera/C. Carucci) 2:54
13. Per te Benjamin (Carlos Gomez Garcia, Rosa Maria Giron Avila, A. Valeri Manera/Carlos Gomez Garcia, Rosa Maria Giron Avila)
14. Cuore (A. Valeri Manera/V. Draghi) 3:36

## Interpreti e cori
- Cristina D'Avena (n. 1-2-3-4-5-6-7-8-9-10-11-12-13)
- Giampi Daldello (n. 14)
- I Piccoli Cantori di Milano diretti da Laura Marcora